# 尖果驼蹄瓣
尖果驼蹄瓣（学名：Zygophyllum oxycarpum）是蒺藜科驼蹄瓣属的植物。分布在哈萨克斯坦以及中国大陆的新疆等地，多生长在砾质地和石质山坡，目前尚未由人工引种栽培。

## 别名
尖果霸王（中国沙漠植物志）